# Melbourne International Biennial 1999
Die „Melbourne International Biennial 1999 – Signs of Life“ war eine kulturelle Initiative der Stadt Melbourne in Partnerschaft mit Arts Victoria, Department of Premier and Cabinet und dem Ian Potter Museum of Art, „University of Melbourne“ vom 14. Mai – 27. Juni 1999.

## Mitwirkende
- Kurator: Juliana Engberg
- Organisation: Bala Starr

### Künstler
| - Eija-Liisa Ahtila - Francis Alÿs - Art Orienté objet - Terri Bird - Monica Bonvicini - Louise Bourgeois - Stephen Bush - Maurizio Cattelan - Brenda L Croft - Yael Davids - Destiny Deacon - Plamen Dejanov & Swetlana Heger - Amanda Dunsmore - Michael Elmgreen & Ingar Dragset | - Ângela Ferreira - John Frankland - Robert Gligorov - Robert Gober - Graham Gussin - Teresa Hubbart & Alexander Birchler - Meta Isaeus-Berlin - Lyndal Jones - Peter Kennedy - Martin Kersels - Job Koelewijn - Andrea Lange - Chad McCail - Aernout Mik | - Tastuo Miyajima - Callum Morton - Deimantas Narkevicius - Fanni Niemi-Junkola - Mariele Neudecker - David Noonan - Susan Norrie - Olo Alexander Sroczynski - Anne Ooms - Catherine Opie - Miguel Palma - Cornelia Parker - João Penalva - Susan Philipsz | - Patricia Piccinini - Hans Hamid Rasmussen - Nikolaj Recke - Torbjørn Rødland - Ugo Rondinone - Vivienne Shark LeWitt - Dan Shipsides - Smith/Steward - Ricky Swallow - Francisco Tropa - Gitte Villesen - Kenji Yanobe - Miwa Yanagi - Li Yongbin |

und die „Collaborating Countries Projects“ zeigten Werke in nationalen Pavillons der folgenden Künstler:
- Pavillon von Belgien: Dirk Braeckman, Jan Van Imschoot, Sven 't Jolle (Kurator: Jan Hoet)
- Pavillon von China: Wang Jianwei, Li Yongbin (Kurator: Huang Du)
- Pavillon von Dänemark: Henriette Heise, Jakob Jakobsen (Kuratoren: Dorthe Abildgaard & Marianne Krogh Jensen)
- Pavillon von Frankreich: Valérie Jouve (Koordinator: Jean-Pierre Dumont)
- Pavillon von Italien: Paola di Bello, Mauricio Lupini, Roberto Marossi, Marcello Maloberti, Gabriele di Matteo, Alessandra Spranzi, Bert Theis, Enzo Umbaca (Kuratoren: Jen Budney & Roberto Pinto)
- Pavillon von Japan: Leiko Ikemura (Kurator: Itaru Hirano)
- Pavillon von Kanada: Geoffrey Farmer, Myfanwy Macleod, Ron Terada, (Kurator: Kitty Scott)
- Pavillon von Norwegen: Knut Åsdam, UKS (Kuratoren: Bo Krister Wallström & Jørn Mortensen)
- Pavillon von Österreich: Anne Schneider, Elke Krystufek, Franz West (Kurator: Andreas Reiter Raabe)
- Pavillon der Philippinen: Gerardo Tan (Kurator: Patrick Flores)
- Pavillon der Schweiz: Sidney Stucki (Kurator: Pierre-André Lienhard)